# Čanak
Čanak es una localidad de Croacia situada en el municipio de Plitvička Jezera, en el condado de Lika-Senj. Según el censo de 2021, tiene una población de 30 habitantes.

## Demografía
| Gráfica de población de Čanak 1868-2021                            |
|                                                                    |
| Según los censos de población de la Oficina de Estadísticas Croata |